# 淖毛湖镇
淖毛湖镇，是中华人民共和国新疆维吾尔自治区哈密市伊吾县下辖的一个乡镇级行政单位。

## 行政区划
淖毛湖镇下辖以下地区：
哈尔赛村、西坎尔村、西坎尔新村、团结村、新建村、吾依来村、仓吐尔村、英买里村、民光村、民光新村和淖毛湖开发区村。